# Knight Online
Knight Online – MMORPG wyprodukowany przez MGame Corporation, Noah System. Pierwsza alfa wersja ukazała się w listopadzie 2002 roku, była udostępniona w bardzo ograniczonym zakresie. W listopadzie 2003 roku udostępniono pierwsza publiczną beta wersję dla koreańskich graczy. Od dnia 5 września 2004 roku debiutuje w Ameryce Północnej serwer światowy, po wykupieniu przez K2 Network (USKO) licencji.
Z natury gra jest darmowa. Istnieje jednak możliwość wykupienia płatnego konta Premium dającego dostęp do dodatkowych opcji w grze, wchodzenia do gry bez kolejki i innych przywilejów. Istnieją 3 rodzaje płatnego konta: Bronze Premium,,Gold Premium, Platinum Premium oraz ostatnia najlepsza Exp Premium. 
Gracz do wyboru ma dwie rasy między którymi toczą się wojny: El-morad (ludzi) i Karus (potocznie zwanych orkami), a także kilka klas: wojownika (ang. warrior), maga (ang. mage), kapłana (ang. priest) oraz łotra (ang. rogue), popularnie dzieli się ze względu na sposób prowadzenia na łucznika (ang. archer) i skrytobójcę (ang. assasin). Dwa razy w tygodniu urządzana jest wielka bitwa (Lunar War), w której rozstrzyga się, która z ras będzie mogła najeżdżać tereny przeciwnika przez następną godzinę, oraz inna wersja tejże, dla graczy posiadających poziom nie wyższy niż 59 (Dark Lunar War). Jak w każdym innym MMORPG gracz zdobywa kolejne poziomy. Głównym celem dla wielu graczy jest zdobycie poziomu 60, bo to właśnie wtedy otwierają się nowe możliwości (umiejętności z drzewka master). Maksymalny poziom to 83, jednak ich zdobycie jest już o wiele trudniejsze, z powodu zmniejszonego o połowę zdobywanego doświadczenia od poziomu 80.
Gra posiada bardzo rozbudowane mapy takie jak Ronark Land (35-83lvle), Ronark Land Base (45-69lvl) oraz Ardream (35-59lvl) odbywają się walki El Morad vs Karus.
Charakter gry jako nastawionej na pvp (player versus player) oddaje również kilkukrotnie w ciągu dnia rozgrywane są tzw. eventy (misje dla gracza) o nazwach Border Defense War, Forgotten Temple oraz Chaos event.
25 kwietnia na oficjalnej stronie Knight Online pojawiła się informacja, iż malezyjskie serwery zostaną zamknięte w dniu 30 czerwca 2007 z powodu nieprzedłużenia kontraktu na dalszą dystrybucję gry. W dalszym ciągu będzie jednak można grać na pozostałych serwerach – amerykańskim, japońskim, koreańskim i chińskim.
Początkiem września 2012 grę przejmuje NTTGame.